# レッドシーターフハンデキャップ
レッドシーターフハンデキャップ（アラビア語: كأس البحر الأحمر、英語: Red Sea Turf Handicap）は、サウジアラビアのキングアブドゥルアジーズ競馬場で開催されている競馬の競走である。

## 概要
サウジアラビアジョッキークラブが2020年に創設した国際競走。総賞金は150万米ドルで、距離は芝3000m。
同日に開催されるサウジカップのアンダーカードの1つである。
海外調教馬はIFHA（国際競馬統括機関連盟）のパート1国における重賞競走で4着以上の成績を収めるか、自国におけるレーティングで100ポンド以上、牝馬は96ポンド以上を獲得しなければ競走に登録することが出来ない。

## 歴史
- 2020年 - 「ロンジンターフハンデキャップ」の名称で創設。
- 2021年 - 「レッドシーターフハンデキャップ」に改称。
- 2022年 - IFHA（国際競馬統括機関連盟）がサウジアラビアの競馬をパートII国に格上げしたことに伴い、本年より国際G3競走として施行。[3]
- 2025年 - G2に昇格[4]。

## 歴代優勝馬
| 回数  | 施行日        | 調教国・優勝馬  | 性齢 | タイム  | 騎手           | 調教師           |
| ----- | ------------- | --------------- | ---- | ------- | -------------- | ---------------- |
| 第1回 | 2020年2月29日 | Call The Wind   | 騸6  | 3:11.19 | O.ペリエ       | F.ヘッド         |
| 第2回 | 2021年2月20日 | Gifts Of Gold   | 騸6  | 3:14.24 | P.コスグレイヴ | S.ビン・スルール |
| 第3回 | 2022年2月26日 | Stay Foolish    | 牡7  | 3:06.08 | C.ルメール     | 矢作芳人         |
| 第4回 | 2023年2月25日 | Silver Sonic    | 牡7  | 3:06.46 | D.レーン       | 池江泰寿         |
| 第5回 | 2024年2月24日 | Tower Of London | 牡4  | 3:04.43 | R.ムーア       | A.オブライエン   |
| 第6回 | 2025年2月22日 | Byzantine Dream | 牡4  | 3:06.63 | O.マーフィー   | 坂口智康         |